# الجوخبي (مستباء)

تعديل مصدري - تعديل

الجوخبي هي إحدى قرى عزلة غرب مستباء بمديرية مستباء التابعة لمحافظة حجة، بلغ تعداد سكانها 645 نسمة حسب تعداد اليمن لعام 2004.